# Мванги, Стелла
Стелла Ньямбура Мванги (англ. Stella Nyambura Mwangi) (известная также как STL; род. 1 сентября 1986 в Найроби, Кения) — норвежская певица кенийского происхождения. Исполняет музыку в стилях поп, рэп и соул. Музыка под авторством Стеллы вошла в саундтреки к известным фильмам «Американский пирог 5: Голая миля» и «За мной последний танец». Певица очень популярна в Норвегии, её композиции также входят в ведущие африканские чарты и хит-листы.
12 февраля 2011 певица участвовала в норвежском музыкальном конкурсе Melodi Grand Prix 2011, и выиграла его с песней «Haba Haba» («Понемногу»). Победа в конкурсе дало право певице представить Норвегию на конкурсе песни Евровидение 2011, который состоялся в Дюссельдорфе (Германия). Песня, с которой певица представила свою страну на конкурсе, написана на двух языках — английском и суахили (родном языке певицы). Несмотря на положительные отзывы со стороны критиков Стелле не удалось выйти в финал песенного конкурса.

## Дискография
Альбомы
- Living for Music (2008)
- Kinanda (2011)
- Stella Mwangi (2016)

Синглы
- Take it back (2007)
- Smile (2010)
- Haba Haba (2011)
- Take My Time (2011)
- Lookie Lookie (2011)
- Bad As I Wanna Be (2012)
- Stella, Stella, Stella (2012)
- Shut It Down (2012)
- Koolio (2014)
- Big Girl (2014)
- Biashara (2014)
- Bouncer ræva (2014)
- Chukua Hatua (2015)

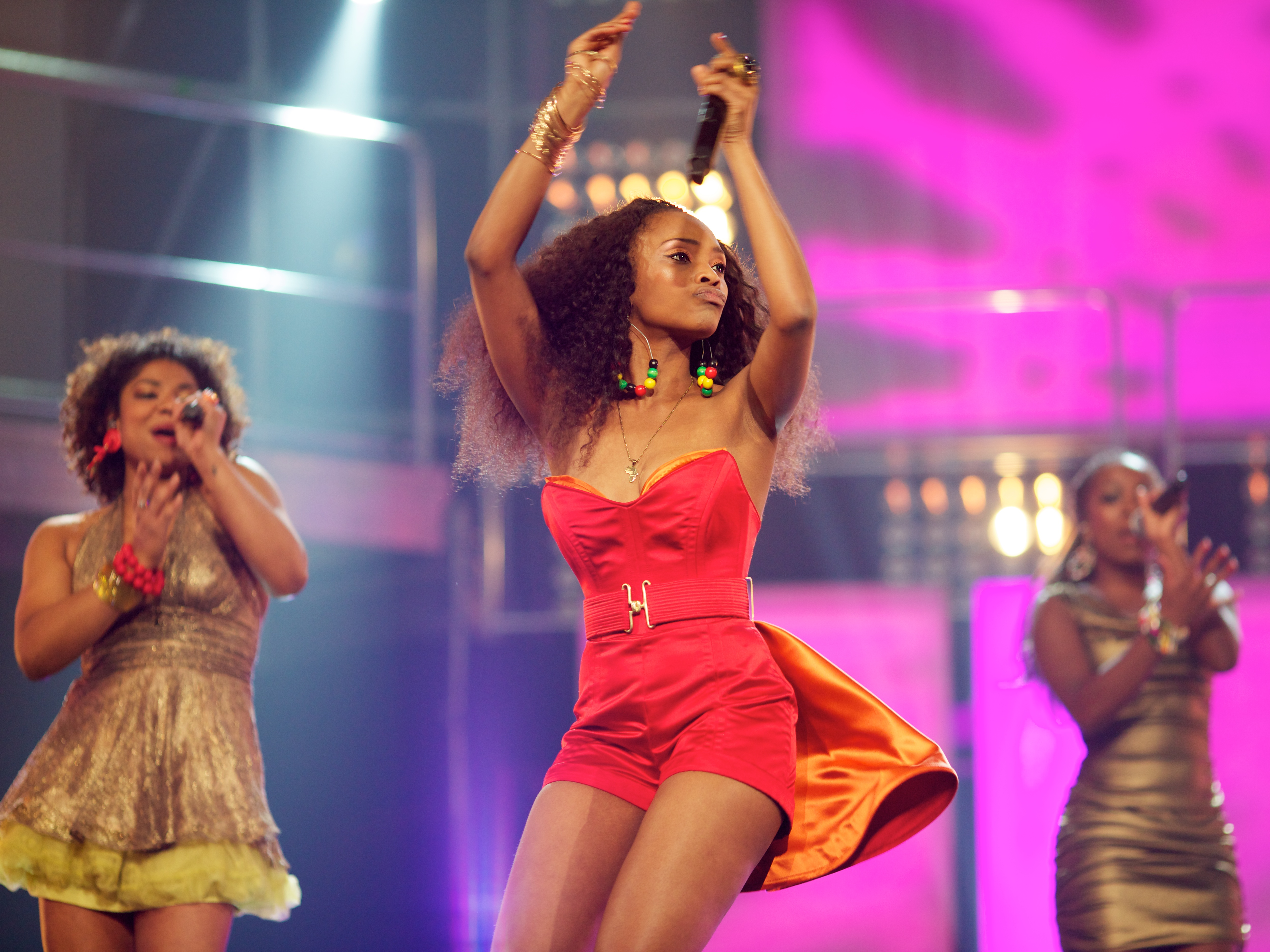
Melodi Grand Prix 2011

- IdentifYourself (Identify Yourself) (2015)
- Work (2017)
- Ready To Pop (2017)
- Kuchizi (2017)
- Not Your Ordinary (2018)
- 10 Toes (2018)
- F.I.L (Fall in love) (2018)
- No Games (2018)
- Repeat (2018)
- MA ITŪ (2019)